# Denys Whitehorn Reid
Denys Whitehorn Reid (1897-1970) est un général britannique.

## Biographie
Son père, John Reid d'Inverness et sa mère, Clara Whitehorn, de Londres.

### Première Guerre mondiale
Il rejoint le régiment des Seaforth Highlanders en 1914.
Il reçoit une médaille militaire à Ploegsteert le 19 janvier 1916.
Il participe à la Bataille de la Somme en 1916 comme sous-lieutenant, vers Arras et Passendale.
Il est blessé le 12 octobre 1917.

### Entre-deux-guerres
Il s'engage dans l'Armée des Indes britanniques en août 1918, et sert dans une compagnie indienne de septembre à novembre 1918 en Belgique.
Il est promu capitaine en 1920, sa compagnie est basée à Lahore,. En 1922, il est en poste à Bombay. De 1926 à 1928, il commande une compagnie sur les îles Andaman. En avril 1933, il est en poste au Tibet. Le 4 janvier 1934, il est promu Major.

### Seconde Guerre mondiale
En 1940, il est nommé Lieutenant-colonel et combat en Afrique.
En 1941, il commande la 10e division d'infanterie indienne (Royaume-Uni) en Irak, en Syrie, au Liban et en Iran.
En 1942, il participe à la Guerre du désert. Le 22 juillet 1942, il est capturé et fait prisonnier. Il reste 7 mois prisonnier à Sulmona avant de s'évader le 3 novembre 1943.
En février 1944, il commande la 5e division d'infanterie indienne (Royaume-Uni) en Italie.

### Carrière après 1945
Il se retire de l'armée en 1947.